# 米山恒治
米山 恒治（よねやま つねはる、1904年（明治37年）12月3日 - 1966年（昭和41年）6月5日）は、昭和期の公吏、政治家、実業家。衆議院議員、鹿児島県議会議長。

## 経歴
鹿児島県鹿児島郡伊敷村（現在の鹿児島市）で生まれる。13歳で父が死去して学校を中退。鹿児島県庁の給仕となり、苦学して1921年（大正10年）鹿児島実業学校（現鹿児島実業高等学校）商業本科を卒業した。
1940年（昭和15年）鹿児島県属に任官。1942年（昭和17年）地方事務官に任官。以後、鹿児島県経済部商工課長、同軍需商工課長を歴任。1944年（昭和19年）9月、岩切重雄鹿児島市長の要請をうけて鹿児島市助役となり1947年（昭和22年）3月まで在任した。
1947年4月、鹿児島県議会議員に選出され、連続3期在任し、この間、同副議長と同議長を2回務めた。その他、鹿児島県食糧営団理事長、食糧配給公団鹿児島県支局長、鹿児島県町村合併促進審議会長、全国都道府県議長会地方制度調査会委員長、鹿児島県体育協会長、農林省畑地農業改良促進対策審議会委員、地方制度調査会委員などを務めた。
1958年（昭和33年）5月の第28回衆議院議員総選挙で鹿児島県第1区から自由民主党公認で立候補して次点で落選。1960年（昭和35年）11月の第29回総選挙に出馬して当選し、衆議院議員に1期在任した。自民党県連政調会長、同幹事長、同党県連相談役などを務めた。1963年（昭和38年）11月の第30回総選挙に立候補したが次点で落選した。
その他、鹿児島県食糧販売協同組合連合会長、鹿児島米穀社長などに在任した。